# Der Juxbaron (Operette)
Der Juxbaron ist eine Posse in drei Akten des Komponisten Walter Kollo und der Librettisten Herman Haller und Alexander Siegmund Pordes; für die Gesangstexte zeichnete Willi Wolff verantwortlich. Die Uraufführung erlebte dieses Theaterstück am 14. November 1913 am Carl-Schultze-Theater in Hamburg.

## Handlung
1. Akt – Garten des Grabowschen Landguts
Hans von Grabow feiert zusammen mit seiner frisch angetrauten Ehefrau Hilda Flitterwochen. Um diese in Ruhe genießen zu können, schwindelte Hans seinen Schwiegereltern vor, das Fremdenzimmer sei bereits von seinem alten Schul- und Geschäftsfreund Baron Alexander Christlieb von Kimmel belegt. Da seine Schwiegermutter das nicht glaubt, steht sie plötzlich mit Ehemann und Tochter vor der Tür.
Um nicht der Lüge bezichtigt zu werden, suchen Hans und Hilda nun hektisch eine Person, die sie als Baron Kimmel ausgeben können. Als der Landstreicher Blaukehlchen plötzlich bettelnd vor der Tür steht, wird er hektisch ins Haus gebeten. Nach einer kurzen aber heftigen Säuberung verpasst man ihm einen Anzug und präsentiert ihn den Schwiegereltern als Baron Kimmel.
2. Akt – Eleganter Wintergarten des Grabowschen Landguts
Schwiegermutter Zerline findet den Landstreicher Blaukehlchen charmant und bittet ihn zu bleiben. Zum Entsetzen von Hans und Hilda lässt dieser sich nun häuslich nieder. Er säuft sich durch die Bar und beginnt mit dem Landrat, dem Arzt und dem Apotheker Kümmelblättchen zu spielen. Als er beim Betrügen erwischt wird, sieht man ihm dies als Marotte eines Adeligen nach. Familie Windisch, allen voran Frau Zerline, sieht in Blaukehlchen einen reichen Geschäftsmann und nötigt ihn zur spontanen Verlobung mit Sophie. Mitten in die beginnende Verlobungsfeier platzt überraschend der echte Baron Alexander Christlieb von Kimmel.
3. Akt – Boudoir des Grabowschen Landguts
Mitten in der Nacht stellt sich heraus, dass Blaukehlchen seinen zukünftigen Schwiegervater und seine Braut mit auf einen Lumpenball genommen hat. Dort war dann Herr Windisch aufgefallen und als Verbrecher verhaftet worden. Hans muss nun, um alles aufzuklären, seinen Schwindel offenbaren. Der echte Baron Kimmel zieht wieder ins Fremdenzimmer und Blaukehlchen bittet von sich aus um die Aufhebung seiner Verlobung mit Sophie. Bevor sich die Schwiegereltern Windisch über dieses Abenteuer echauffieren können, fällt der Vorhang.

## Verfilmungen
Der Juxbaron 1926